# Municipio de Bloomfield (Minnesota)
El municipio de Bloomfield (en inglés: Bloomfield Township) es un municipio ubicado en el condado de Fillmore en el estado estadounidense de Minnesota. En el año 2010 tenía una población de 353 habitantes y una densidad poblacional de 3,83 personas por km².

## Geografía
El municipio de Bloomfield se encuentra ubicado en las coordenadas 43°38′16″N 92°22′33″O / 43.63778, -92.37583. Según la Oficina del Censo de los Estados Unidos, el municipio tiene una superficie total de 92.09 km², de la cual 92,05 km² corresponden a tierra firme y (0,04 %) 0,04 km² es agua.

## Demografía
Según el censo de 2010, había 353 personas residiendo en el municipio de Bloomfield. La densidad de población era de 3,83 hab./km². De los 353 habitantes, el municipio de Bloomfield estaba compuesto por el 97,45 % blancos, el 0,85 % eran asiáticos y el 1,7 % eran de una mezcla de razas. Del total de la población el 0,28 % eran hispanos o latinos de cualquier raza.